# Jandl Lajos
Jandl Lajos Ferenc (Budapest, 1894. március 30. – Budapest, 1974. június 15.) orvos, országgyűlési képviselő, a második világháború idején ellenálló.

## Élete
Jandl Kálmán és Panovicz Ágnes fiaként született, római katolikus vallásban. A Budapesti Tudományegyetemen szerzett orvosi diplomát, majd kórházi, illetve klinikai szakorvosi képesítésének megszerzését követően Albertfalván kezdett praktizálni, és itt is telepedett le.
1932. március 28-án Budapesten, a Ferencvárosban házasságot kötött Hőnich Ilona Veronikával, Hőnich Henrik és Beck Irén lányával. A házasság 1938-ban felbontatott.
Az 1930-as évek elején belépett a Magyar Nemzetiszocialista Földműves- és Munkáspártba, 1935-ben a gyönki választókerületben kisebbségben maradt. 1939-ben viszont Tamási választókerületéből bekerült az országgyűlésbe, pártjának mindössze három, parlamenti mandátumot szerző jelöltje egyikeként, és az egyetlenként, aki egyéni választókerületből jutott be a Képviselőházba.
Később azonban nyilvánvalóan csatlakozott a Nyilaskeresztes Párthoz, és bizonyára annak frakciójához is. Ő is azon öt parlamenti képviselő között volt ugyanis, akik – élükön Baky Lászlóval – 1941. szeptember 12-én bejelentették kilépésüket a nyilaspártból. A pártvezér Szálasi Ferencnek ezzel kapcsolatban írt, alig három mondatos levelében az „anyagiasság túlzott előtérbe tolását és a párt anyagi ügyeinek pongyola kezelését” nevezte meg döntése két fő okaként.
A második világháború idején fegyvereket szállított Jugoszláviából Magyarországra, emellett pedig embereket bujtatott, és partizánokat ápolt.
További sorsa egyelőre tisztázatlan.